# Platyoides fitzsimonsi
Platyoides fitzsimonsi is een spinnensoort uit de familie Trochanteriidae. De soort komt voor in Namibië.